# Svisch
Svisch är en antologi med ung svensk konkret poesi som gavs ut på Åke Hodells förlag Kerberos 1964.
Antologin har formatet av en utvikningsbar folder, likt ett dragspel.
De deltagande poeterna var: Öyvind Fahlström, Carl Fredrik Reuterswärd, Elis Eriksson, Torsten Ekbom, Åke Hodell med bland annat sin dikt General Bussig, Leif Nylén, och Bengt Emil Johnson.
Denna antologi gav senare namn till Svisch-gruppen och Svisch-utställningen.